# 돌나물
돌나물(gold moss stonecrop or graveyard moss)은 돌나물과에 딸린 여러해살이풀이다. 한국 원산이며 학명은 Sedum sarmentosum이다. 돈나물이라고도 부른다.

## 생김새
뽑아서 아무 데나 버려 두어도 곧 뿌리를 내려 살아날 정도로 번식력이 매우 강하다. 식물 표본을 만들려고 신문지에 넣어 둔 채 한 달이 지나도 새싹을 낼 정도로 건조함에도 잘 견딘다. 산과 들 어디서나 잘 자라며 줄기가 땅에 바짝 붙어서 옆으로 뻗으면서 마디마다 뿌리를 내린다. 잎은 세 장씩 돌려나며 긴 타원 모양이고 도톰하며 가장자리가 밋밋하다. 꽃은 5~6월에 지름 6~10 밀미미터 정도의 노란 꽃이 취산꽃차례로 가득 핀다. 꽃잎은 다섯 장이다.

## 쓰임새
이른 봄에 김치를 담가 먹거나 어린 순을 나물로 무쳐 먹는다. 흔히 돈나물이라고 한다. 해독 성분이 들어 있어 종기가 나거나, 데었을 때, 독충이나 뱀에 물렸을 때 꽃을 찧어 붙이기도 한다. 한약명은 석지갑(石指甲)이고, 간염 치료에 효과가 있는 sarmentosin이 들어 있다.
고대 그리스에서는 유산유발을 목적으로 이 식물을 약용한 기록이 있으므로 임산부는 약용하지 않는다.

## 사진

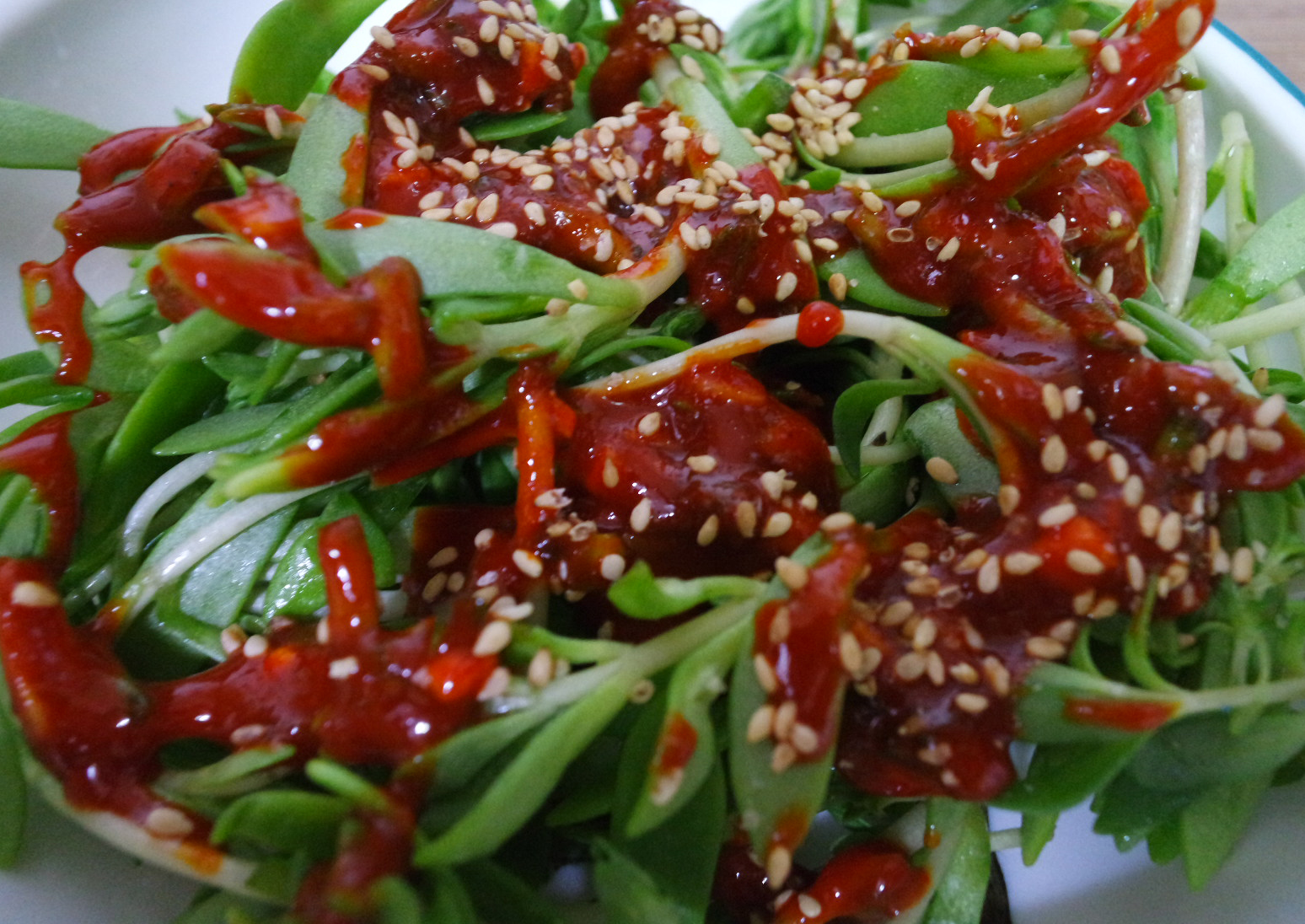
나물
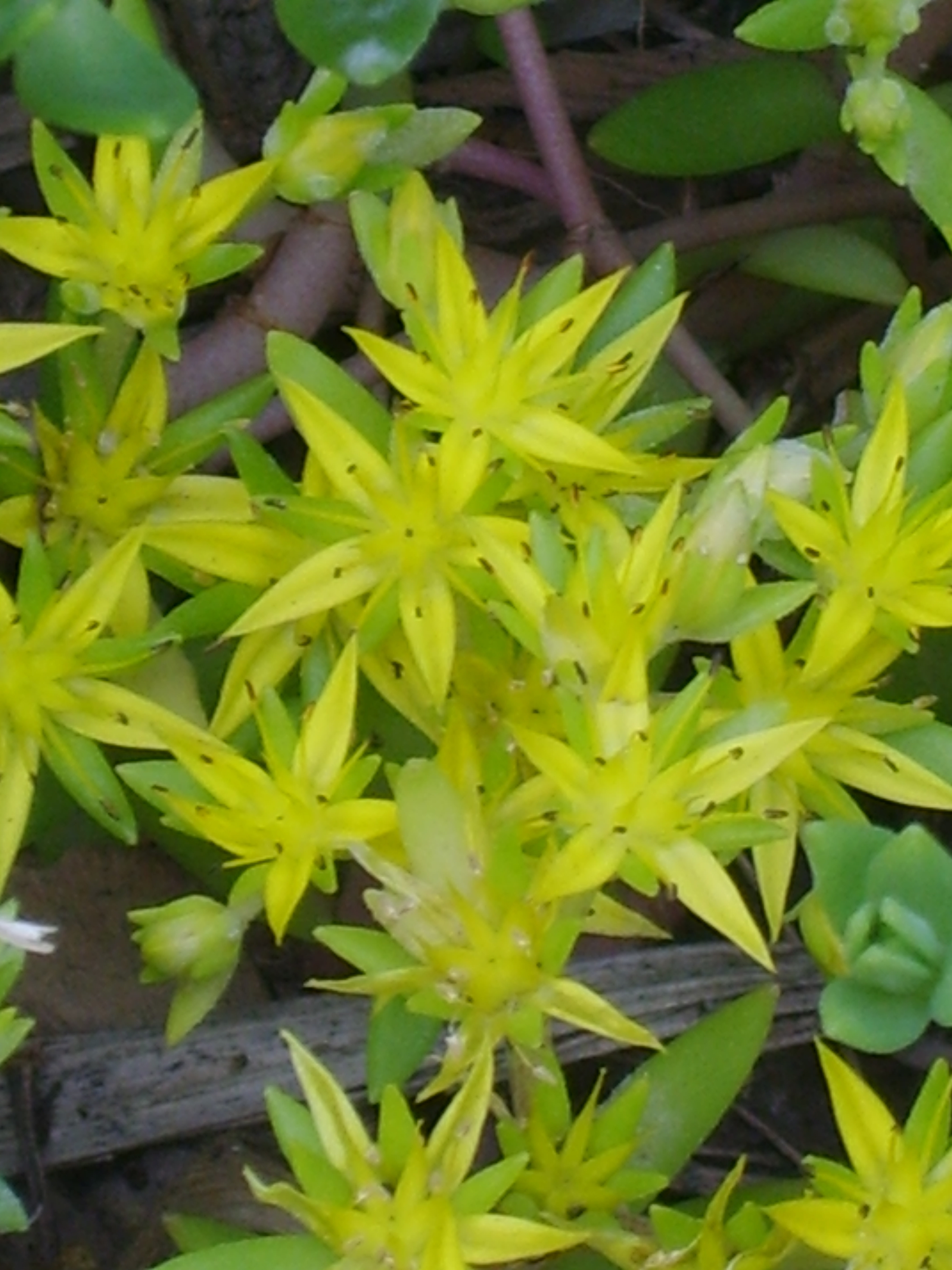
꽃

## 참고 문헌
- 기청산식물원 부설 한국생태조경연구소 (2001). 《우리꽃 참 좋을씨고》. 얼과알. ISBN 89-5529-032-2.